# 古地震學

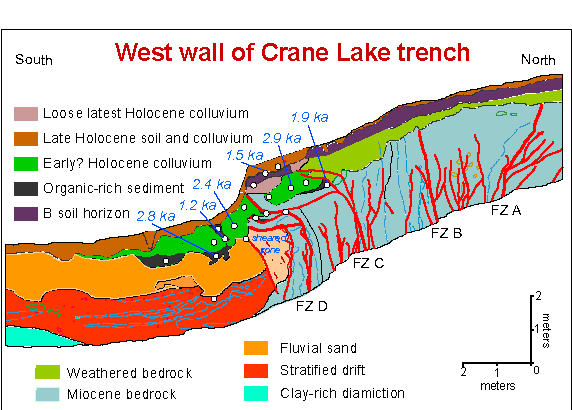
挖掘溝渠示意圖

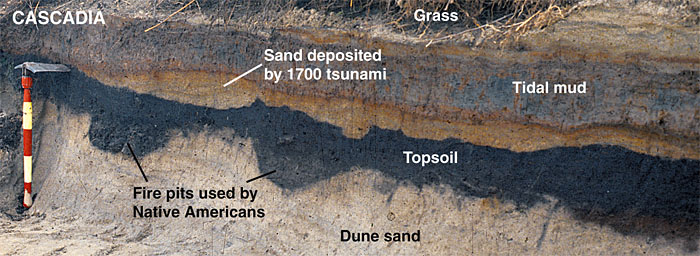
1700 年Cascadia 地震造成的沙層

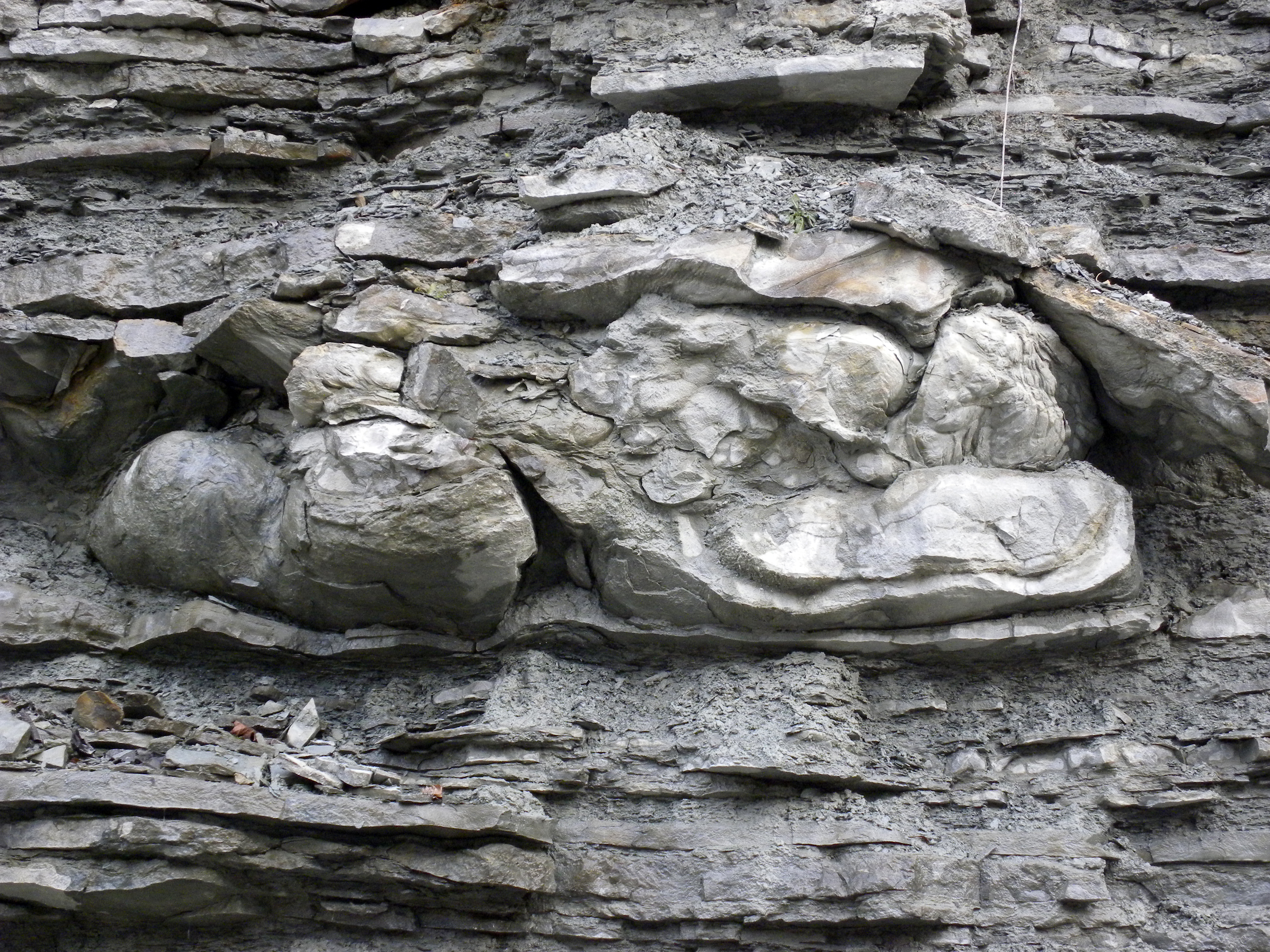
沉積物液化后造成的震积岩

古地震學（英語：paleoseismology）是從沉積物和岩石，尋找古代地震的跡象。用於補充現代地震監測，及地震危險性的推測。古地震學通常僅限於過去數千年來沉積不間斷的地區，例如沼澤、湖泊、河床和海岸線。
古地震学诞生于20世纪70年代末和80年代初，是利用地貌学、构造地质学、地层学和新年代学等方法研究史前地震的识别、发生的期次和年代、震级、复发间隔和断层滑动习性等的分支学科，包括进行单个地表破裂型地震发生后数十年、数百年或数千年后的地质调查，以便获得有关地震的几何学和运动学等方面的定量参数，以及地震断层上地表破裂型地震的复发间隔和复发模型等。
研究通常是在沉積活躍地區挖掘溝渠。在溝壁上可以看到逆衝斷層的證據。根據橫切面判斷來推斷每個斷層的相對年齡的。如果有碳質或人類文物，則可以對斷層活動計算絕對年齡。
研究古地震學技術帮助人们得到了一些重要發現。例如，有一個常見的誤解，認為多較小的地震可以以某種方式緩解大地震，並減少發生大地震的機會。但通过古地震学研究，现在我们知道，大部分断层活动几乎都在极大型地震中发生。另一個著名的例子涉及太平洋西北地區的巨型逆衝斷層地震。因為記錄到的現代地震相對較少。一段時間以來，人們認為該地區的地震危險性較低。但這些想法都被古地震學研究所打破，這些研究發現了在 1700 年發生特大地震的證據， 以及過去的海嘯記錄。